# مطار يولين يو يانغ
مطار يولين يو يانغ (بالإنجليزية: Yulin Yuyang Airport)‏ (إياتا: UYN، إيكاو: ZLYL) يقع في مدينة يولين في جمهورية الصين الشعبية. صنف مطار يولين يو يانغ في المرتبة السابعة والخمسون في الصين من حيث عدد الركاب عام 2011 وفقًا لإدارة الطيران المدني في الصين، حيث تعامل مع 910,424 راكب، وبلغ إجمالي حركة الطائرات (القادمة والمغادرة) 10,304 طائرة وقد بلغت كمية البضائع المنقولة عبر المطار 1,313 طن.

## شركات الطيران والوجهات
| شركـات طيـران          | الوجهات |
| ---------------------- | --- |
| خطوط شرق الصين الجوية  | مطار داليان الدولي، مطار هاربين الدولي، مطار حيفي شينكياو الدولي، مطار كونمينغ جانغشوي الدولي، مطار شانغهاي هونغكياو الدولي، مطار ووهان الدولي، مطار شيامن قاوتشي الدولي، مطار شيان شيانيانغ الدولي |
| خطوط جنوب الصين الجوية | مطار قوانغتشو باييون الدولي، مطار شيجياتشوانغ تشنغدينغ الدولي، مطار تشنغتشو الدولي |
| China United Airlines  | مطار بكين داشينغ الدولي، مطار لانتشو تشونغ تشوان |
| طيران جي إكس           | مطار تشانغشا هوانغوا الدولي، مطار تشونغتشينغ جيانغبى الدولي، مطار نانينغ الدولي، مطار شيان شيانيانغ الدولي |
| خطوط هاينان الجوية     | مطار بكين العاصمة الدولي، مطار جينغديو الجديد، مطار شينزين باوان الدولي |
| Joy Air                | مطار شيان شيانيانغ الدولي |
| خطوط جونياو الجوية     | مطار نانجينغ الدولي، مطار شانغهاي بودنغ الدولي |
| طيران لونج             | مطار هانغتشو شياوشان الدولي، مطار نينغبو ليش الدولي، مطار شينينغ الدولي |
| سبرينغ (شركة طيران)    | مطار يانغزهو تايزهو |
| خطوط تيانجين الجوية    | مطار قوييانغ لونغدونغابو الدولي، مطار هايلار دونغشان، مطار هانتشونغ جهينغو، مطار هوهوت بايتا الدولي، مطار جييانغ شاوشان، مطار جينان الدولي، مطار جينينغ كوفو، مطار نانتشانغ تشانغبى الدولي، مطار نانينغ الدولي، مطار غينغادو جياودونغ الدولي، مطار شنيانغ الدولي، مطار شيجياتشوانغ تشنغدينغ الدولي، مطار تيانجين الدولي، مطار ونزهو يونجقيانج الدولي، مطار شيان شيانيانغ الدولي، مطار ينتشوان خه دونغ، مطار زوني شينزهو |
| أورومتشي للطيران       | مطار فوتشو تشانغله الدولي، مطار أورومتشي الدولي |